# Lista de vice-presidentes do Brasil por idade ao chegar à vice-presidência
| Vice-presidente mais velho: José Alencar (71 anos) | Vice-presidente mais novo: João Goulart (37 anos) |

Esta é uma lista de vice-presidentes do Brasil por idade ao chegar à vice-presidência, ordenada conforme a idade em dias na data em que tomaram posse. Compreende todas as pessoas que assumiram a vice-presidência e estão presentes na lista da Biblioteca da Presidência da República.
O vice-presidente com a data de posse mais antiga é Floriano Peixoto, que a tomou em 26 de fevereiro de 1891, há 134 anos e 16 dias (48 959 dias); o que tomou posse há menos tempo é Geraldo Alckmin, em 1º de janeiro de 2023, portanto há 2 anos e 72 dias. A data de posse mais tardia é 15 de novembro, que ocorreu oito vezes. Novembro é o mês em que mais vice-presidentes brasileiros tomaram posse: nove. O dia 15 é aquele no qual mais vice-presidentes tomaram posse: quatorze. A diferença de tempo entre a primeira e a última posse de um vice-presidente é de 127 anos, 10 meses e 5 dias (46 694 dias).
As idades da lista são calculadas a partir da diferença entre as datas de nascimento e posse. Se fossem contados os dias do calendário de cada período, todos os vice-presidentes teriam seu número de dias apresentado acrescido em uma unidade.  A média de idade dos vice-presidentes à data de posse é de 20 223 dias, o que corresponde a aproximadamente 55 anos, 4 meses e 13 dias. O vice-presidente mais velho a assumir a vice-presidência foi José Alencar, aos 71 anos, 2 meses e 15 dias, enquanto que o mais novo a fazê-lo foi João Goulart, aos 37 anos, 10 mês e 30 dias.

## Lista dos vice-presidentes
| #  | OH | Vice-presidente                 | Data de nascimento      | Data de posse           | IP (em anos, meses e dias)  | Ref.              |
| -- | -- | ------------------------------- | ----------------------- | ----------------------- | --------------------------- | ----------------- |
| 1  | 23 | José Alencar                    | 17 de outubro de 1931   | 1º de janeiro de 2003   | 71 anos, 2 meses e 15 dias  | [ 2 ]             |
| 2  | 24 | Michel Temer                    | 23 de setembro de 1940  | 1º de janeiro de 2011   | 70 anos, 3 meses e 9 dias   | [ 3 ]             |
| 3  | 26 | Geraldo Alckmin                 | 7 de novembro de 1952   | 1º de janeiro de 2023   | 70 anos, 1 mês e 25 dias    |                   |
| 4  | 18 | Adalberto Pereira dos Santos    | 11 de abril de 1905     | 15 de março de 1974     | 68 anos, 11 meses e 4 dias  | [ 4 ]             |
| 5  | 16 | Pedro Aleixo                    | 1º de agosto de 1901    | 15 de março de 1967     | 65 anos, 7 meses e 14 dias  | [ 5 ]             |
| 6  | 25 | Hamilton Mourão                 | 15 de agosto de 1953    | 1º de janeiro de 2019   | 65 anos, 4 meses e 17 dias  | [ 6 ]             |
| 7  | 17 | Augusto Rademaker               | 11 de maio de 1905      | 30 de outubro de 1969   | 64 anos, 5 meses e 19 dias  | [ 7 ]             |
| 8  | 15 | José Maria Alkimim              | 11 de junho de 1901     | 15 de abril de 1964     | 62 anos, 10 meses e 4 dias  | [ 8 ]             |
| 9  | 21 | Itamar Franco                   | 28 de junho de 1929     | 15 de março de 1990     | 60 anos, 8 meses e 15 dias  | [ 9 ]             |
| 10 | 9  | Bueno de Paiva                  | 17 de setembro de 1861  | 10 de novembro de 1920  | 59 anos, 1 mês e 24 dias    | [ 10 ]            |
| 11 | 12 | Nereu Ramos                     | 3 de setembro de 1888   | 19 de setembro de 1946  | 58 anos e 16 dias           | [ 11 ]            |
| 12 | 7  | Urbano Santos                   | 3 de fevereiro de 1859  | 15 de novembro de 1914  | 55 anos, 9 meses e 12 dias  | [ 12 ] [ nota 2 ] |
| 13 | 4  | Afonso Pena                     | 30 de novembro de 1847  | 17 de junho de 1903     | 55 anos, 6 meses e 18 dias  | [ 13 ]            |
| 14 | 20 | José Sarney                     | 24 de abril de 1930     | 15 de março de 1985     | 54 anos, 10 meses e 19 dias | [ 14 ]            |
| 15 | 22 | Marco Maciel                    | 21 de julho de 1940     | 1º de janeiro de 1995   | 54 anos, 5 meses e 11 dias  | [ 15 ]            |
| 16 | 13 | Café Filho                      | 3 de fevereiro de 1899  | 31 de janeiro de 1951   | 51 anos, 11 meses e 28 dias | [ 16 ]            |
| 17 | 1  | Floriano Peixoto                | 30 de abril de 1839     | 26 de fevereiro de 1891 | 51 anos, 9 meses, 27 dias   | [ 17 ]            |
| 18 | 19 | Aureliano Chaves                | 13 de janeiro de 1929   | 15 de março de 1979     | 50 anos, 2 meses e 2 dias   | [ 18 ]            |
| 19 | 10 | Estácio Coimbra                 | 22 de outubro de 1872   | 15 de novembro de 1922  | 50 anos e 24 dias           | [ 19 ]            |
| 20 | 8  | Delfim Moreira                  | 7 de novembro de 1868   | 15 de novembro de 1918  | 50 anos e 8 dias            | [ 20 ]            |
| 21 | 11 | Fernando de Melo Viana          | 15 de março de 1878     | 15 de novembro de 1926  | 48 anos e 8 meses           | [ 21 ]            |
| 22 | 6  | Venceslau Brás                  | 26 de fevereiro de 1868 | 15 de novembro de 1910  | 42 anos, 8 meses e 20 dias  | [ 22 ]            |
| 23 | 2  | Manuel Vitorino                 | 30 de janeiro de 1853   | 15 de novembro de 1894  | 41 anos, 2 meses e 16 dias  | [ 23 ]            |
| 24 | 3  | Francisco de Assis Rosa e Silva | 4 de outubro de 1857    | 15 de novembro de 1898  | 41 anos, 1 mês e 11 dias    | [ 24 ]            |
| 25 | 5  | Nilo Peçanha                    | 2 de outubro de 1867    | 15 de novembro 1906     | 39 anos, 1 mês e 13 dias    | [ 25 ]            |
| 26 | 14 | João Goulart                    | 1 de março de 1918      | 31 de janeiro de 1956   | 37 anos, 10 meses e 30 dias | [ 26 ]            |
| —  | —  | Vital Soares                    | 13 de novembro de 1874  | —                       | —                           | [ 27 ] [ nota 4 ] |
| —  | —  | Silviano Brandão                | 7 de março de 1848      | —                       | —                           | [ 28 ] [ nota 5 ] |

### Posses em segundo mandato
- João Goulart: 31 de janeiro de 1961; 41 anos, 10 meses e 30 dias
- Marco Maciel: 1 de janeiro de 1999; 58 anos, 5 meses e 11 dias
- José Alencar: 1 de janeiro de 2007; 75 anos, 2 meses e 15 dias
- Michel Temer: 1 de janeiro de 2015; 74 anos, 3 meses e 9 dias.